# Греція на літніх Олімпійських іграх 1984
Греція на літніх Олімпійських іграх 1984 була представлена 62 спортсменами в 11 видах спорту і виборола 2 медалі.

## Медалісти
Срібло
| Срібло |                     |                         |
| №      | Спортсмени          | Вид спорту (дисципліна) |
| 1      | Дімітріос Танопулос | Греко-римська боротьба  |

Бронза
| Бронза |                    |                         |
| №      | Спортсмени         | Вид спорту (дисципліна) |
| 1      | Хараламбос Холідіс | Греко-римська боротьба  |